# NGC 147
Az NGC 147 (más néven Caldwell 17) egy törpe szferoidális galaxis a Cassiopeia csillagképben.

## Felfedezése
A galaxist John Herschel fedezte fel 1829. szeptember 8-án.

## Tudományos adatok
Az NGC 147 a Lokális Csoport tagja. A közeli NGC 185 elliptikus törpegalaxissal fizikai párt alkot. 193 km/s sebességgel közeledik hozzánk.
Tömege 108-on és 109-en M☉. között van.
Átmérője körülbelül 10 500 fényév (9,934·1019 m).

## Megfigyelési lehetőség
Alacsony felületi fényessége miatt minimum 25-szörös nagyítású távcsővel és tiszta, minimális fényszennyezettségű égbolt mellett is komoly feladat megtalálni.